# AEW Dark
AEW Dark (на български: Мрак) е седмично кеч уеб шоу на американска федерация All Elite Wrestling (AEW). Шоуто се води в студио от Тони Шавони и Даша Гонсалес.
Програмата включва тъмни мачове, записани преди и след предходния епизод на AEW Dynamite, както и елементи от сегменти, подчертаващи Dynamite от предишната седмица и интервюта с AEW личности.

## История
На 2 октомври 2019 г. AEW Dynamite прави своята премиера по TNT. По време на събитието има четири тъмни мача, два преди и два след излъчването на живо. По време на интервю след това събитие, основателят на AEW Тони Хан заявява, че тъмните мачове ще станат достъпни за всеки по някакъв начин. На 5 октомври изпълнителният вицепрезидент на AEW Коуди Роудс обявява сестринската програма на Dynamite – AEW Dark, която започва да се излъчва във вторник по канала на AEW в YouTube на 8 октомври, с изключение на обявените на 6 ноември епизоди, записани в шоутата, другите ще се излъчват в петък преди предстоящо pay-per-view.
По време на епизода от 5 ноември Тони Шавони обяви, че испанският коментатор на AEW Даша Гонсалес ще бъде съ-водеща. На 31 декември 2019 г. AEW излъчва специален епизод, наречен AEW Dark – 2019 Year in Review, включващ акценти от шоуто от изминалата година.